# Cryptochloris
Cryptochloris is een geslacht uit de familie van de goudmollen (Chrysochloridae). De wetenschappelijke naam van het geslacht werd in 1938 gepubliceerd door Shortridge and Carter.

## Soorten
Er worden 2 soorten in dit geslacht geplaatst:
- Cryptochloris wintoni (Broom, 1907) – Wintongoudmol
- Cryptochloris zyli Shortridge and Carter, 1938 – Van Zijls goudmol